# Illa Tortuga (Mèxic)
Isla Tortuga (illa Tortuga) és una illa del golf de Califòrnia, originada fa relativament poc en l'escala geològica pel vulcanisme associat a l'ascens del Pacífic oriental. Es troba a l'est/nord-est de la ciutat de Santa Rosalía, al municipi de Mulegé. Té una superfície de 11.374 km 2 (4,39 milles quadrades).
La serp Crotalus tortugensis és una espècie endèmica d'illa Tortuga. És molt abundant a l'illa i es troba a tot arreu de l'illa, llevat de la caldera del volcà.